# Йохан фон Брандис
Йохан фон Брандис (на немски: Johann Graf von Brandis; * 1620; † 8 август 1658, Виена) е граф от род Брандис в Лана, Южен Тирол, и наследствен сребърен-кемерер на Тирол. Фамилията е от днешния кантон Берн в Западна Швейцария.

## Живот
Той е син на имперски граф Андреас Франц Вилхелм фон Брандис, фрайхер на Леонберг и Форст († 1662) и първата му съпруга Мария Магдалена фон Кюенбург, дъщеря на фрайхер Йохан Георг фон Кюенбург († ок. 1639). Баща му е издигнат на граф на 24 март 1654 г. и се жени втори път за Ева Мария фон Урзенбек.
Полубрат е на граф Адам Вилхелм фон Брандис (1636 – 1699), Мария Терезия фон Брандис († 1687), омъжена на 22 февруари 1650 г. за граф Карл Фердинанд фон Рапах (1620 – 1664) и Сузана Франциска фон Брандис († 1676), омъжена на 5 ноември 1662 г. за граф Франц Леополд фон Тюрхайм (1624 – 1700).
Йохан фон Брандис умира преди баща си на 38 години на 8 август 1658 г. във Виена.

## Фамилия
Първи брак: през 1643/1644 г. с Катарина Елизабет фон Квестенберг (* 25 ноември 1625; † 1657), дъщеря на дипломата фрайхер Герхард фон Квестенберг (1586 – 1646) и фрайин Фелицитат (Мария) Унтерхолцер фон Кранихберг. Те имат децата:
- Мария Сузана фон Брандис, фрайин цу Леонбург (* 23 октомври 1645, Виена; † 6 април 1693, Виена), омъжена на 8 януари 1671 г. за граф Адам Максимилиан Гуйард де Сен-Жулиен фон Валзее (* 22 април 1639, Виена; † 18 февруари 1683)
- Анна Кресценция фон Брандис (* 31 август 1652, Грац; † 7 януари 1731), омъжена на 10 февруари 1675 г. във Виена за граф Йохан Фридрих II фон Хардег-Глац и Махланде (1636 – 1703)

Втори брак: през 1648 г. с графиня Анна Мария фон Хойзсенщам. Бракът е бездетен.
Трети брак: през 1651 г. с фрайин Франциска Рената фон Щубенберг (* 10 юли 1626; † 1660). Те имат вер. децата:
- Мария Франциска (* 1653)
- Йохан Ернст (* 1654)
- Мария Анна (* 1655)
- Волфганг Вилхелм (* 1656)
- Карл Антон (* 1658)